# Пауль Лоц
Пауль Лоц (нім. Paul Lotz; 2 жовтня 1895, Рамменау, Німецька імперія — 23 жовтня 1918, Донстьєн, Бельгія) — німецький льотчик-ас, лейтенант Імперської армії.

## Біографія
Учасник Першої світової війни. У жовтні 1917 року прибув в 7-му винищувальну ескадрилью. У квітні 1918 року переведений в 44-ту винищувальун ескадрилью, а 10 червня став її командиром. Загинув над своїм аеродромом, коли в його літака зірвало крила.
Всього за час бойових дій здобув 10 перемог, ще 2 залишились непідтвердженими.